# 武昂加瓦岛
武昂加瓦島（發音：[βuaŋˈɡaβa]；亦作Vuanggava）是斐濟的一座島嶼，位於坎巴拉島西北5公里的太平洋海域，屬於劳群岛的一部分。長4.9公里、寬2公里，面積7.7平方公里，最高點海拔高度107米，島上無人居住。内部盆地为斐济最大的湖泊（面积121公顷）所据。 
18°52′S 178°54′W / 18.867°S 178.900°W